# Уникум (бальзам)

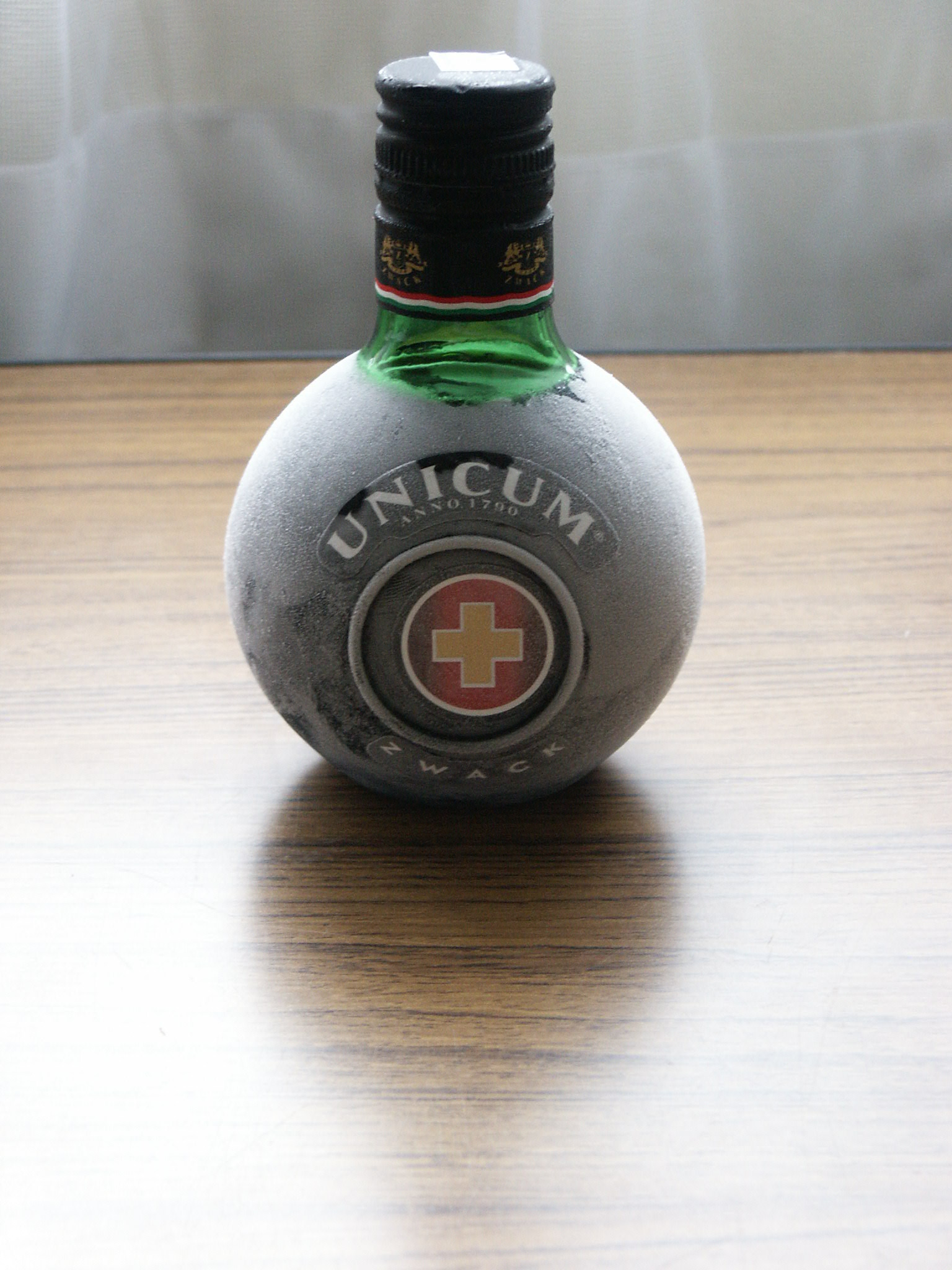

Уникум (венг. Unicum) — венгерский биттер (горький ликёр, настоянный на травах). Считается одним из национальных напитков Венгрии. Употребляется в основном как аперитив или как дижестив.
Производится семейной компанией Zwack на основе более чем 40 трав. В ходе производства выдерживается в дубовых бочках. Точная формула напитка строго засекречена; сомелье Антал Ковач рассказывает, что производители намеренно закупают больше видов лекарственных трав, чем входит в рецепт, чтобы не дать конкурентам возможности его установить. В аромате напитка преобладают лекарственно-травяные ноты, особенно заметны полынь, кешью и мармелад. Консистенция густая. Крепость — 40 градусов.
Бальзам был создан в 1790 году придворным императорским врачом Йозефом Цваком для императора Иосифа II и уже более 200 лет производится семьёй Цвак, которая передаёт секрет изготовления «Уникума» из поколения в поколения. По преданию, попробовав бальзам, Иосиф II воскликнул «Das ist ein Unikum!», что и дало название напитку.
После прихода к власти в Венгрии коммунистов семья Цвак эмигрировала из страны, не выдав властям формулы «Уникума», в результате чего в социалистический период в ВНР производился схожий напиток под названием «Уникум», но по другой рецептуре. Настоящий же «Уникум» производился семьёй Цвак в Италии. После новой смены строя Петер Цвак вернулся в Венгрию и возобновил производство «Уникума» по оригинальной рецептуре.
Напиток производится в трёх вариантах, незначительно отличающихся друг от друга — Unicum, Unicum Next и Unicum Szilva. В виде специального выпуска к 2000 году в качестве разовой акции был выпущен ещё один вариант напитка — Millenicum. Разновидность «Уникума» под названием «Уникум Сильва» (Unicum Szilva) вышла на рынки в 2012 году и завоевала, как и оригинальный «Уникум», золотую медаль на выставке World Spirit Awards 2013 года в Клагенфурте. Все варианты напитка разливаются в шарообразные бутылки особой формы.
Против производителей «Уникума» конкурентами выдвигается ряд обвинений в плагиате. В частности, утверждается, что шарообразная бутылка придумана в компании Martini & Rossi, а рецептура позаимствована у травяного ликёра «Егермейстер». Однако производители отвергают эти обвинения, заявляя, что рецепт «Уникума» остаётся неизменным уже 200 лет, с тех пор, как он выписывался в качестве желудочного средства. Ещё одним камнем преткновения между производителями «Егермейстера» и «Уникума» стал экспортный вариант венгерского ликёра, поставлявшийся в Италию. В этом варианте на бутылках изображалась эмблема, напоминавшая традиционное лого «Егермейстера» — оленья голова с крестом между рогами, над которой располагалась надпись HUBERTUS. Несколько итальянских судебных инстанций последовательно принимали решение, согласно которому такое сочетание изображения и текста не может считаться плагиатом.